# Kurecki Młyn
Kurecki Młyn (niem. Kurkenmühle, nazwa oboczna: Kurki-Rybaczówka) – osada leśna w Polsce położona w województwie warmińsko-mazurskim, w powiecie olsztyńskim, w gminie Olsztynek.
W latach 1975–1998 miejscowość administracyjnie należała do województwa olsztyńskiego. Wcześniej wieś należała do powiatu ostródzkiego i nidzickiego.